# Lutte mongole

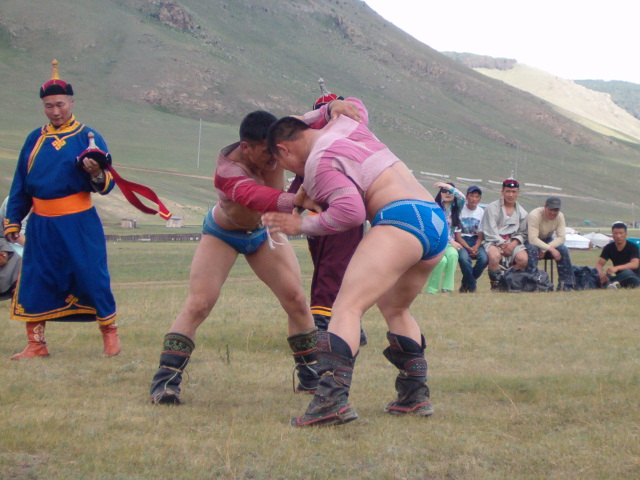
Combat traditionnel de burumbators (guerriers) au festival Naadam près de Oulan-Bator (Mongolie-Extérieure)

La lutte mongole, ou bökh (en mongol bitchig : ᠮᠣᠩᠭᠣᠯ
ᠪᠥᠬᠡ, mongol cyrillique : монгол бөх, translittération : mongol bökh), également appelé lutte nationale (ᠦᠨᠳᠦᠰᠦᠨ ᠦ
ᠪᠥᠬᠡ / Үндэсний бөх, ündesnii bökh) ou célébration nationale (ᠦᠨᠳᠦᠰᠦᠨ ᠦ
ᠪᠠᠶᠠᠷ /  үндэсний баяр, mongol en latin : ündesnii bayar, littéralement : célébration nationale) est considérée comme l'un des trois sports virils de Mongolie. Elle se distingue des autres luttes par l'absence de divisions de poids ; le but est simplement d’obliger l’adversaire à mettre un genou, le dos, ou le postérieur au sol, en utilisant n'importe lequel des mouvements traditionnels (mekh).
« Le sport dure trois heures maximum, si jamais aucun des deux hommes ne tombe. »

## Histoire

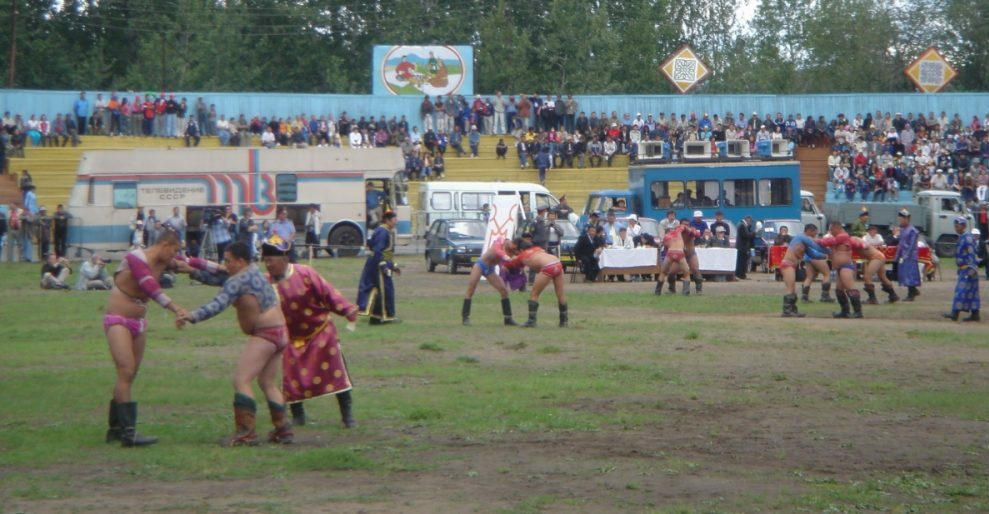
Khüresh, lutte mongole pratiquée à Touva

La lutte mongole était déjà pratiquée par les Xiongnu puis les Huns.
En 2004, la Mongolie-Intérieure a organisé le tournoi de lutte en réunissant 2 048 lutteurs. En septembre 2011, les lutteurs de Mongolie ont battu le record en réunissant 6 000 lutteurs.

## Traditions
Les traditions divergent entre Mongolie (extérieur) (aujourd'hui Mongolie indépendante) et Mongolie-Intérieure (Chine). Les costumes de ces derniers sont proches de ceux des lutteurs mandchous, ils se battent en pantalons, tandis qu'un slip est porté en Mongolie.
Les lutteurs de Mongolie ont une sorte de boléro en tissu, tandis-que ceux de Mongolie-Intérieure sont parfois en cuir, parfois avec des clous, et souvent, comportant plusieurs morceaux de tissus multicolores attachés à l'arrière sur le collier des lutteurs.
Dans les 2 cas les bottes mongoles, solides et en cuir sont portées.

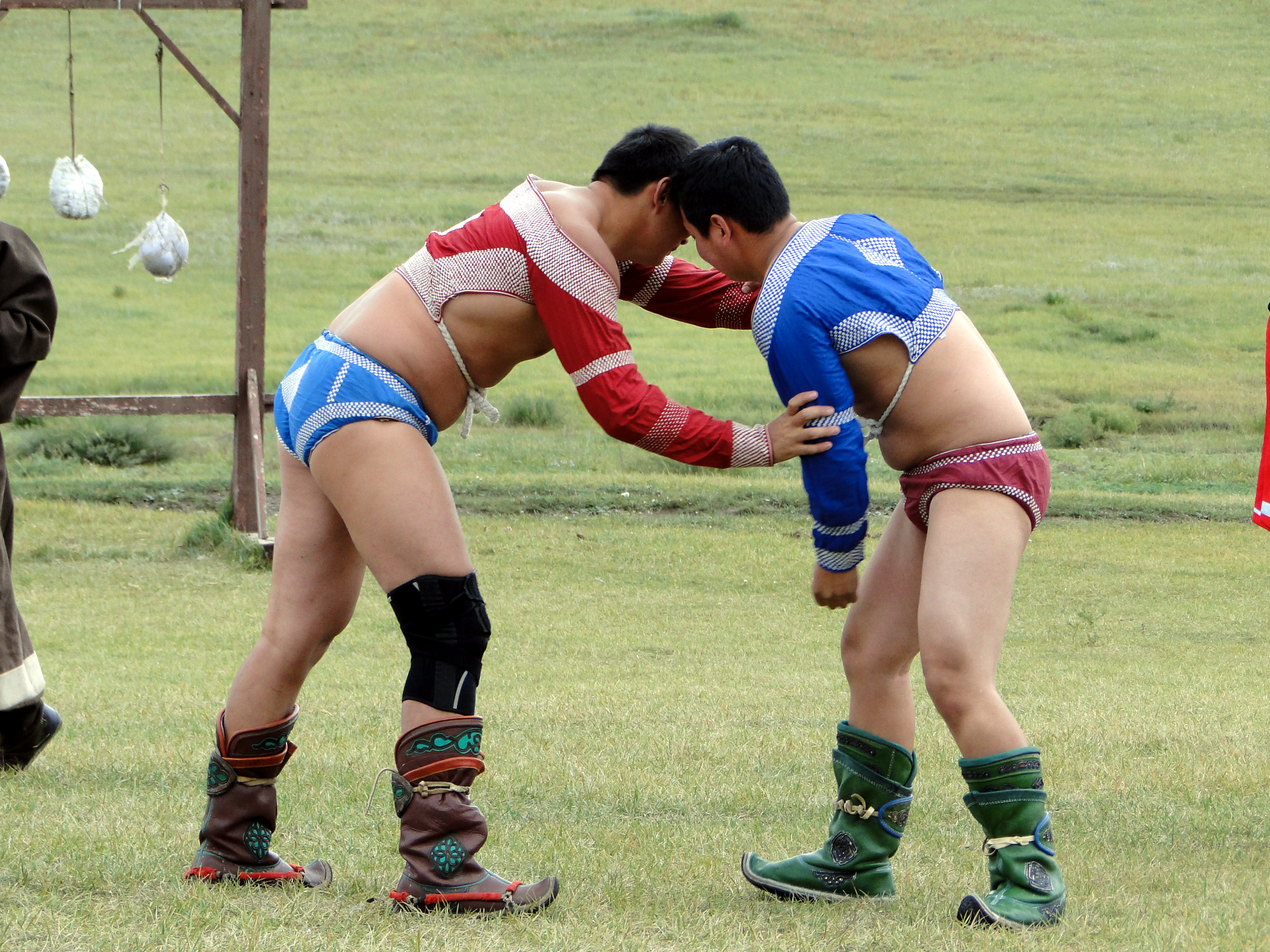
lutteurs de Mongolie
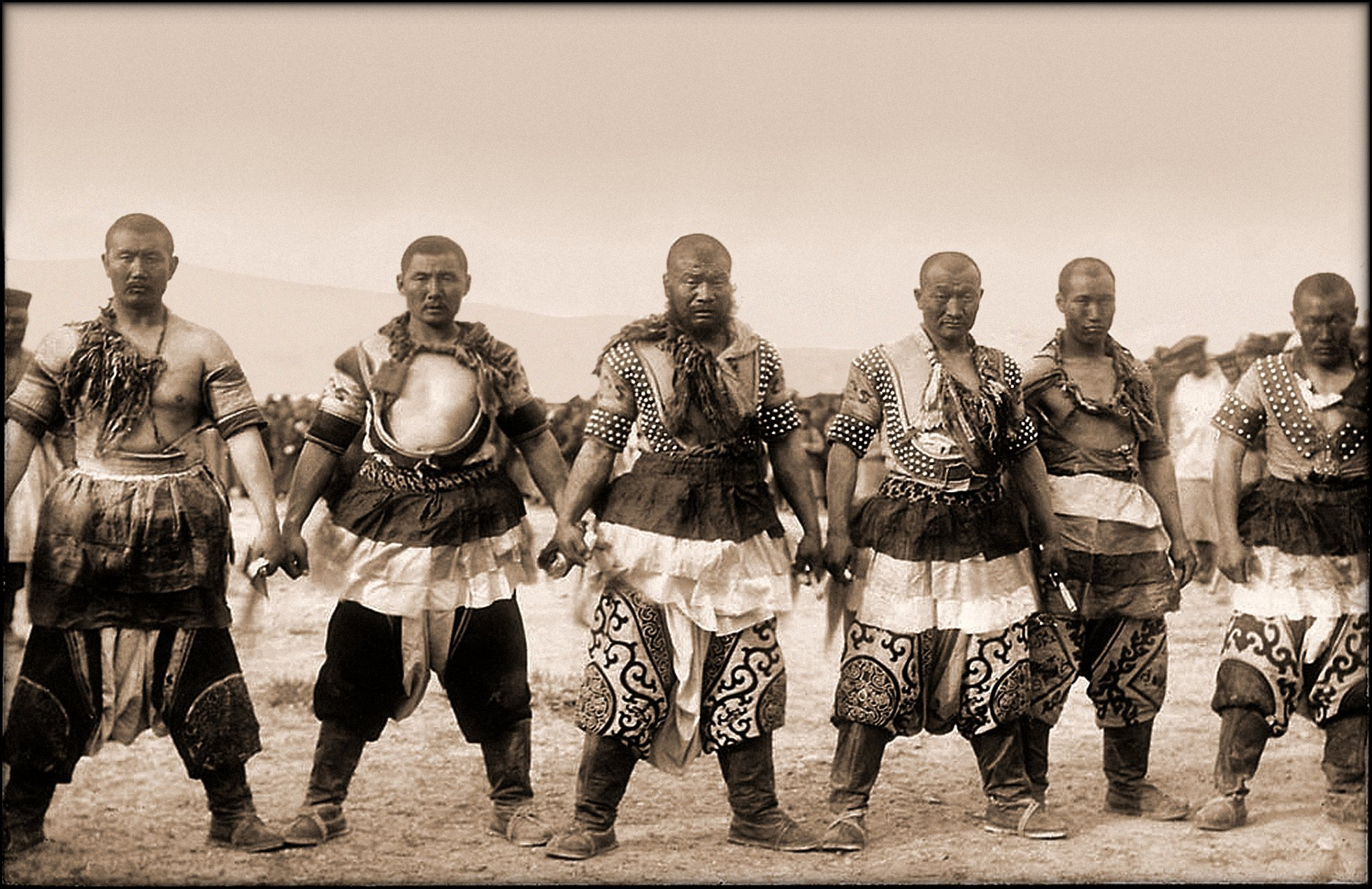
Costume de Bökh en 1909, correspondant à l'actuelle Xian autonome mandchou et mongol de Weichang à proximité de la Mongolie-Intérieure
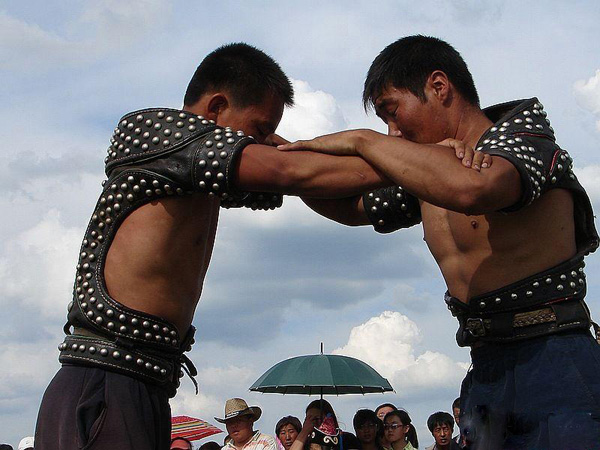
Lutteurs daur

## Compétition
La compétition la plus populaire de lutte mongole a lieu pendant le Naadam, en juillet de chaque année. Le tournoi se fait en 9 tours (soit 512 lutteurs). Plus rarement, dans les années où un anniversaire national est fêté, le tournoi de Naadam peut avoir 10 tours (1024 participants). Des titres nationaux sont décernés aux lutteurs quand ils atteignent au moins le 5e tour du tournoi.

## Critiques
Les compétitions de lutte mongole sont critiquées sur plusieurs aspects. D'abord, les lutteurs sont souvent accusés de dopage. Ensuite, les titres sont souvent achetés, surtout au niveau du cinquième tour : certains lutteurs sont payés pour perdre volontairement et offrir un titre à leur adversaire. Enfin, les lutteurs font généralement partie d'un club sportif et ces clubs sont souvent rattachés à l'armée ou à la police. Si un lutteur remporte le tournoi de Naadam, il reçoit, en plus du titre de champion, le grade de lieutenant-colonel ou colonel. Cette pratique récente est critiquée car la plupart des lutteurs n'ont aucune compétence militaire et que nombre d'officiers plus compétents n'atteindront jamais ce grade.

## Divers

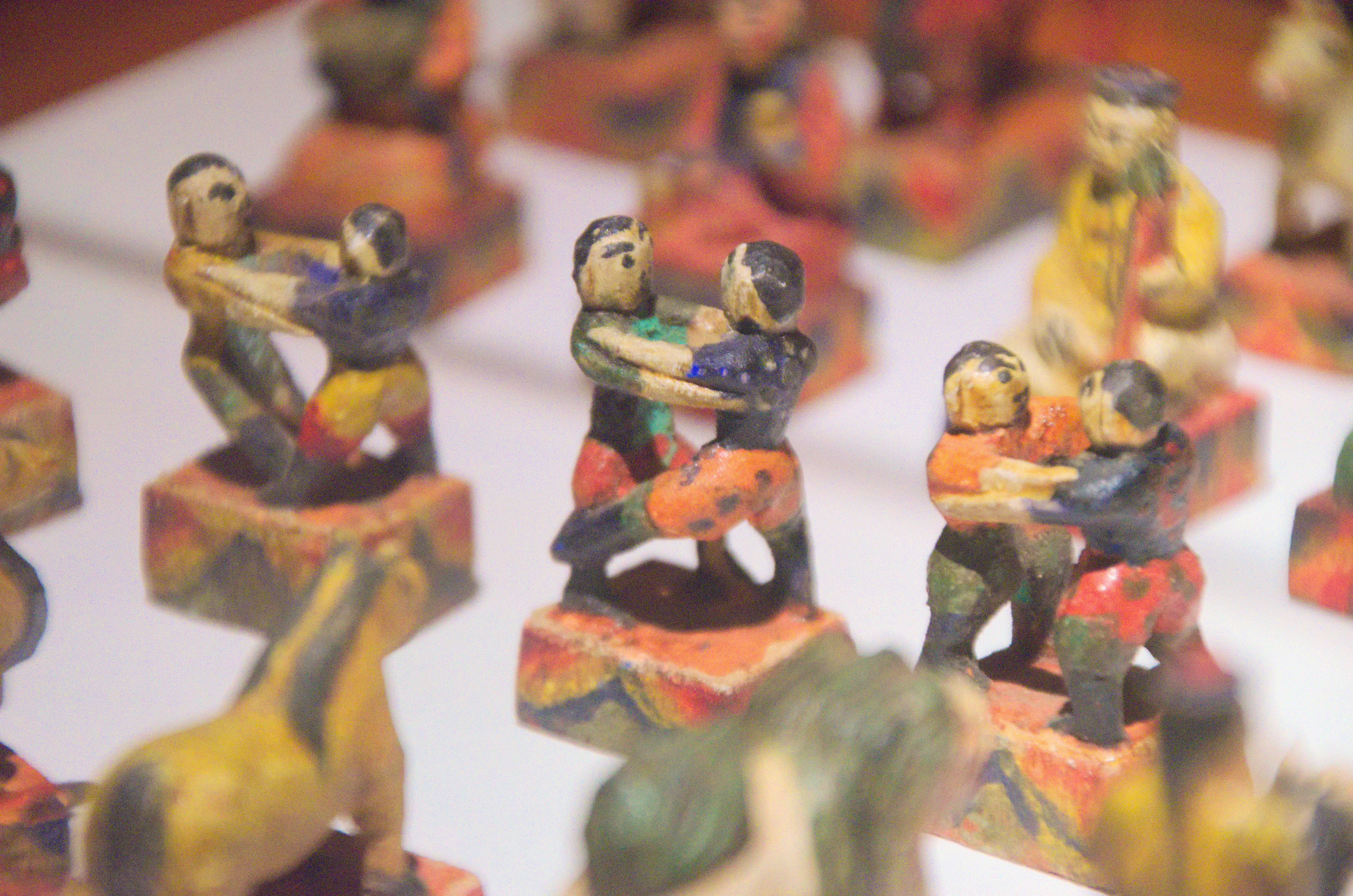
Lutteurs mongols comme pièces d'un jeu d'échecs mongols

Dans les échecs mongols, certaines pièces peuvent représenter des lutteurs mongols.